# Musaranya cuacurta meridional

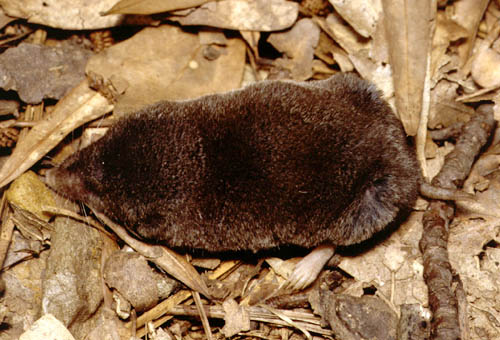
Exemplar on s'observa la cua curta

La musaranya cuacurta meridional (Blarina carolinensis) és una espècie de mamífer eulipotifle de la família de les musaranyes (Soricidae).

## Descripció
- No presenta dimorfisme sexual.
- Mida: entre 72–107 mm.
- Pes: entre 5,5 i 13 g.[3]

## Subespècies
- Blarina carolinensis carolinensis (Bachman, 1837)
- Blarina carolinensis minima (Lowery, 1943)
- Blarina carolinensis shermani (Hamilton, 1955)[4][5]

## Alimentació
La seva dieta es compon principalment d'invertebrats del terra i quelcom de matèria vegetal, com ara cucs de terra, centpeus i baies.

## Depredadors
És depredat per Strigiformes, Accipitridae, Canis latrans, Vulpes vulpes i Serpentes.

## Distribució geogràfica
Es troba al sud-est dels Estats Units: des d'Illinois i Virgínia fins a Florida i l'est de Texas.

## Costums
És principalment nocturna, solitària i, potser territorial, i passa molt del seu temps en caus, túnels subterranis o entre la fullaraca. Sembla que és més activa immediatament després dels períodes de pluja.